# بوستون جنوبی (ویرجینیا)
بوستون جنوبی، ویرجینیا (به انگلیسی: South Boston, Virginia) یک شهرک در ایالات متحده آمریکا است که در شهرستان هالیفاکس، ویرجینیا واقع شده‌است.

## خصوصیات
بوستون جنوبی ۳۱٫۸ کیلومترمربع مساحت و ۸٬۱۴۲ نفر جمعیت دارد و ۱۳۱ متر بالاتر از سطح دریا واقع شده‌است.